# La companyia
La companyia (títol original en anglès The Company) és una pel·lícula estatunidenca dirigida per Robert Altman, estrenada el 2003. Aquesta pel·lícula ha estat doblada al català.

## Argument
La companyia tracta de la vida d'una companyia de dansa, Joffrey Ballet de Chicago, dels seus diferents espectacles i enfoca en particular una ballarina, Ry.
La pel·lícula està composta de brins d'històries dels ballarins i coreògrafs actuals, així com a la direcció del Joffrey Ballet. La majoria dels papers són interpretats per verdaders membres de la companyia.
Neve Campbell era ballarí de ballet abans de ser actriu; ella és a l'origen del projecte. Ha seguit un entrenament d'alguns mesos per recuperar-se, després ha seguit l'entrenament normal del Joffrey Ballet.

## Repartiment
- Neve Campbell: Ry
- Malcolm McDowell: Alberto Antonelli
- James Franco: Josh
- Barbara Robertson: Harriet